# Lady Elliot Island
Lady Elliot Island is een eiland in de Koraalzee aan de oostkust van Queensland, Australië. Het eiland is onderdeel van het Groot Barrièrerif.